# Guillaume Brécourt
Guillaume Brécourt, egentligen Marcoureau de Brécort, född 10 februari 1638 och död 28 mars 1683, var en fransk skådespelare.
Brécourt spelade en tid hos Molière och var från 1664 anställd vid teatern Hôtel de Bourgogne. Han beundrades högt för sina komiska roller, bland annat av Ludvig XVI. Brécourt skrev även pjäser för teatern, bland annat L'ombre de Molière.